# Assiminea grayana
Assiminea grayana là một loài ốc đầm lầy rất nhỏ sống trong môi trường lục địa (hoặc biển trong họ Assimineidae.

## Hình ảnh

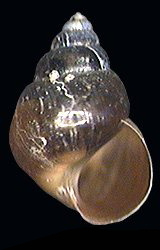
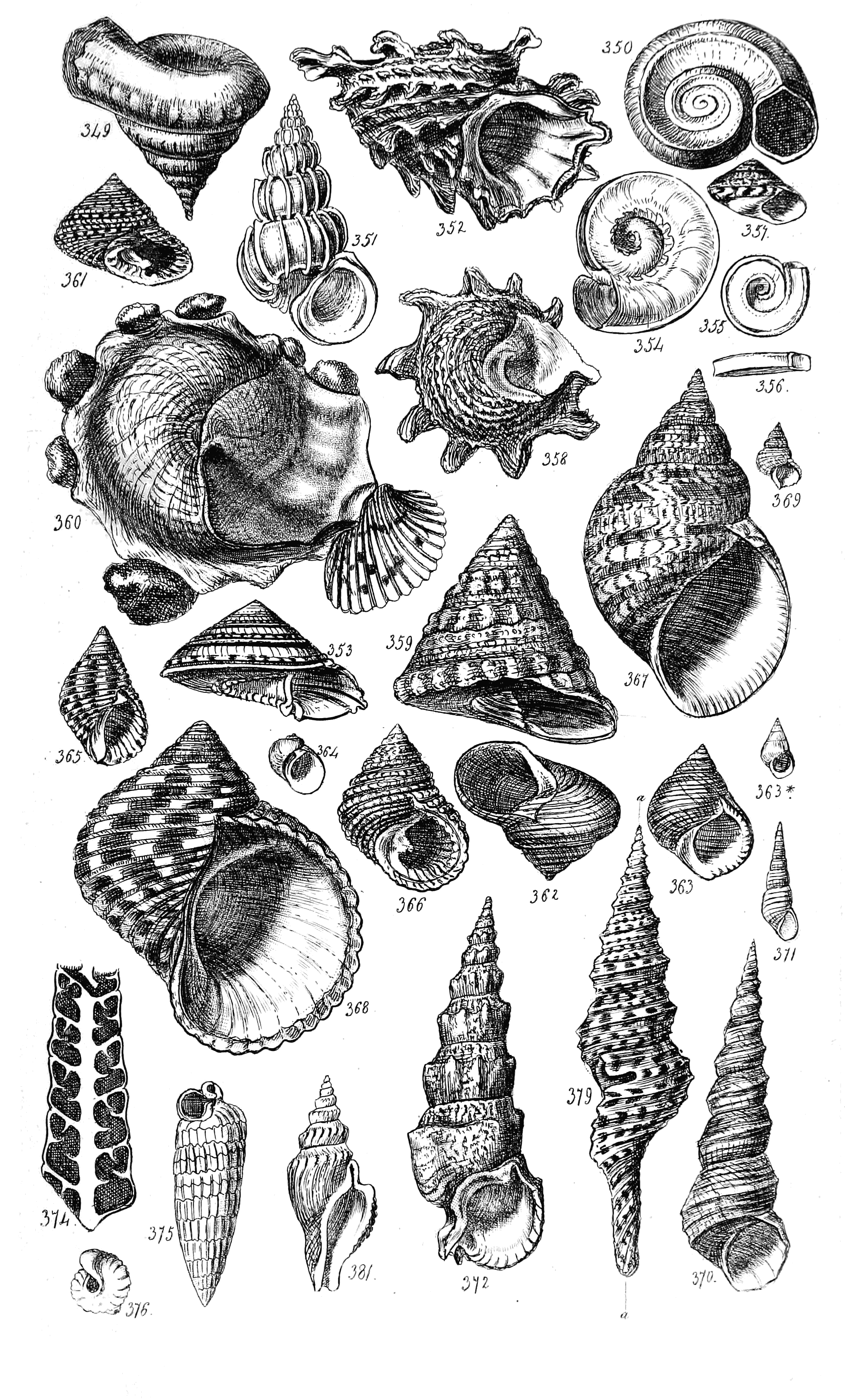
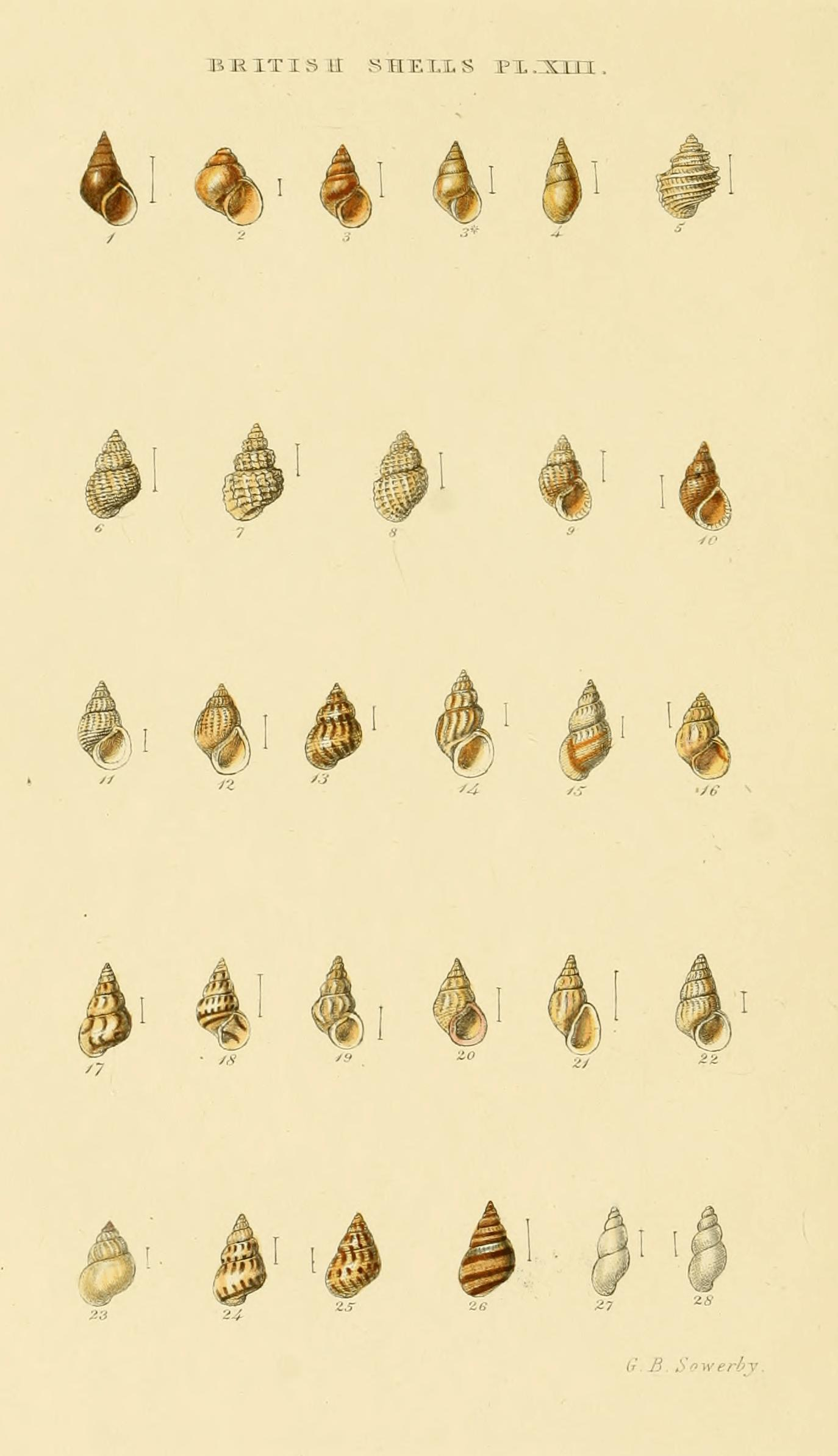
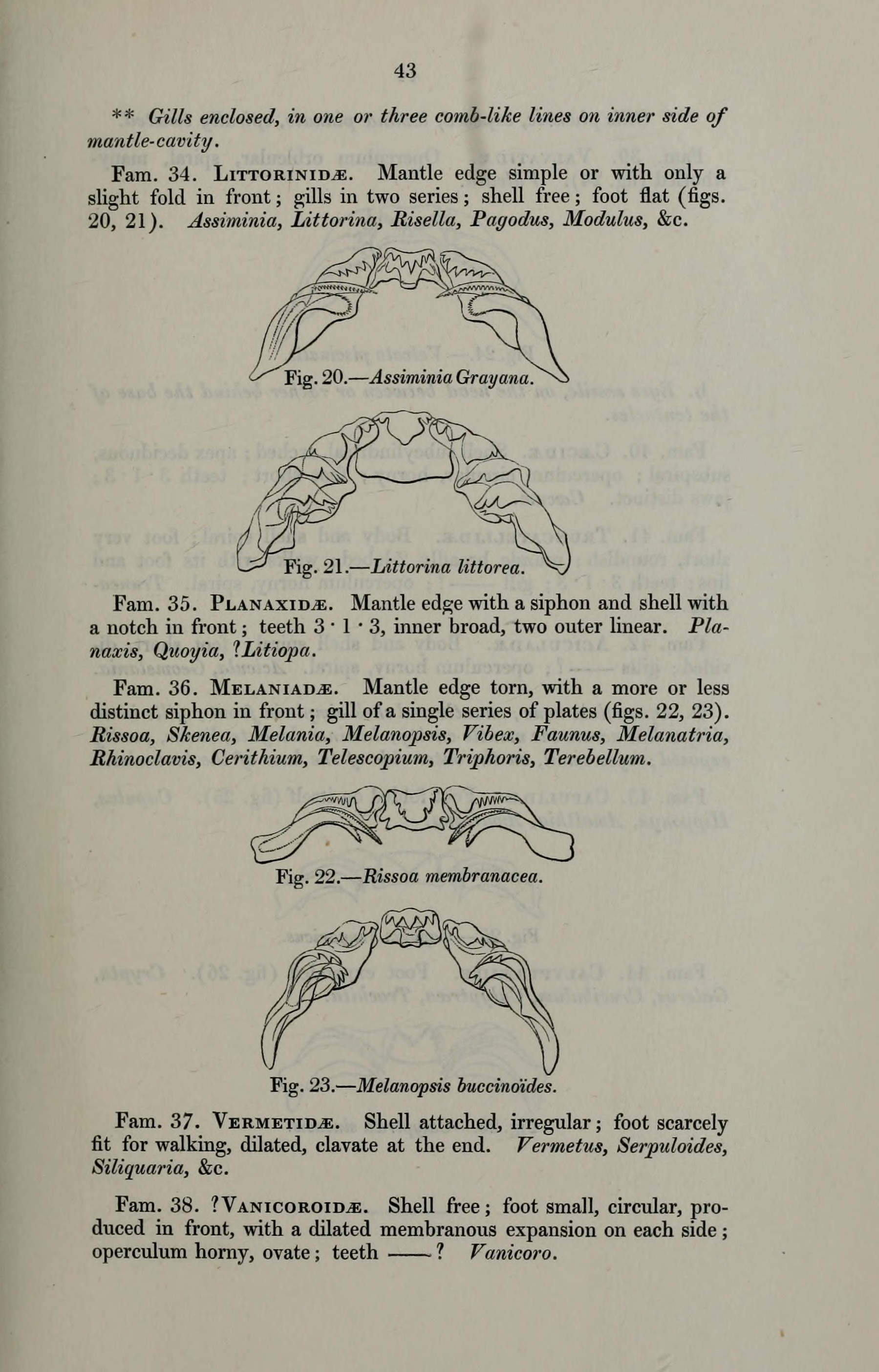